# Jean-Baptiste André Godin

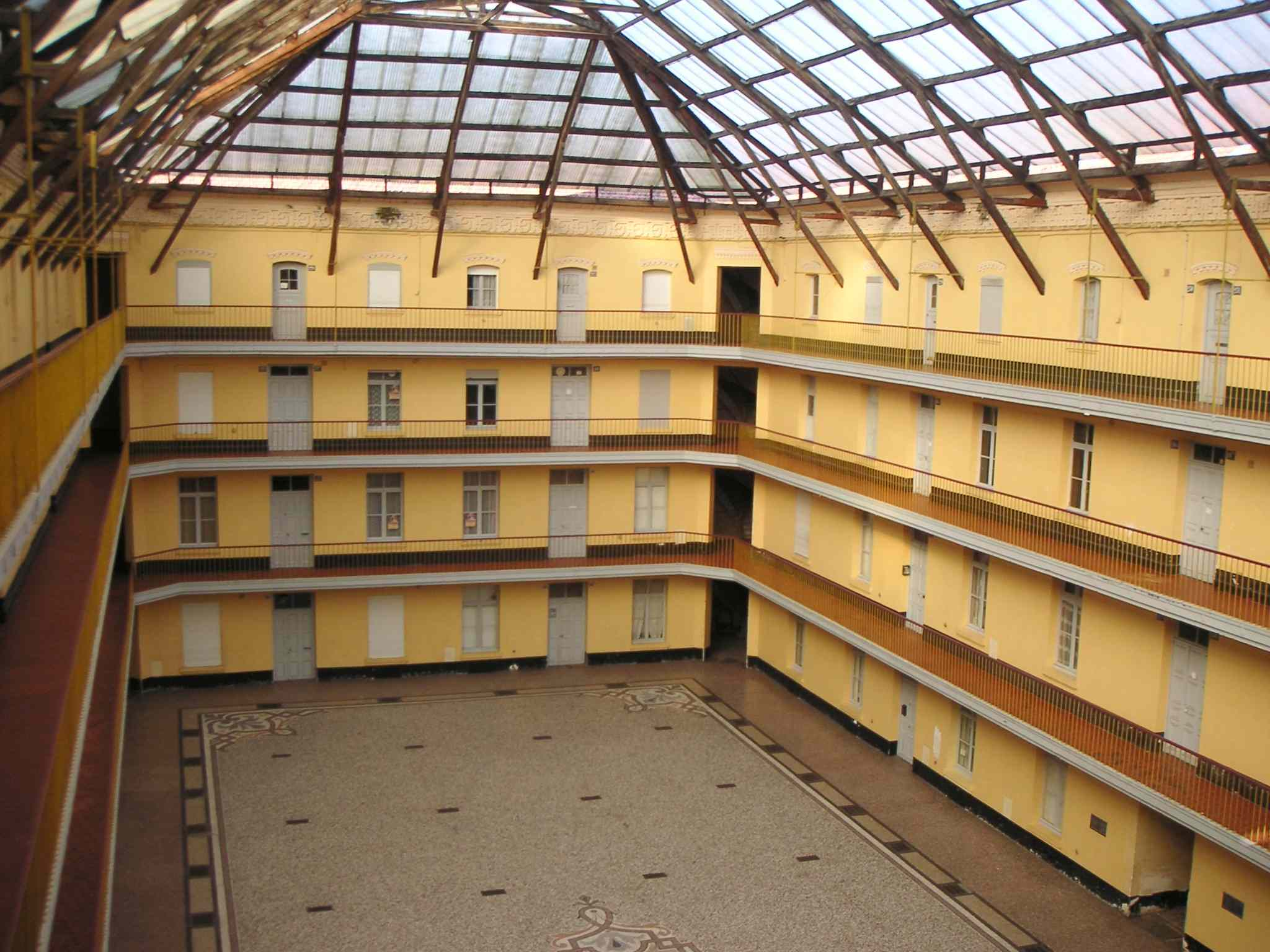
Familistère, wewnętrzny dziedziniec

Jean-Baptiste André Godin (ur. 26 stycznia 1817 w Esquéhéries, zm. 29 stycznia 1888 w Guise) – francuski przemysłowiec i pisarz, twórca teorii politycznych i eksperymentów społecznych.
Jean-Baptiste Godin wzbogacił się dzięki patentowi, który otrzymał na konstrukcję pieców kuchennych, na które w wieku XIX było spore zapotrzebowanie. Rosnąca produkcja jego początkowo niewielkiej firmy zmusiła go do przeniesienia fabryki do Guise, dzięki czemu mógł efektywnie korzystać z transportu kolejowego.
W swojej fabryce produkował piece kuchenne i grzewcze wielu typów, w większości wykonane z żeliwa, niektóre emaliowane. Zdobyty majątek wykorzystał do ustanowienia funduszy wspomagających rozwój pracowników; wraz ze swoim kuzynem Moretem studiował teorie socjalistów, stając się gorliwym zwolennikiem socjalisty utopijnego Charles'a Fouriera.
W 1882 r. został odznaczony Legią Honorową.

## Familister
Dziełem jego życia był wybudowany kompleks mieszkalny nazwany przez niego familisterem (Familistère). Budynek miał być realizacją Fourierowskiej idei falansteru i przeznaczony był dla pracowników fabryki Godina.
W budynku mieściły się sale jadalne, żłobki, przedszkola, szkoły, pralnie, łaźnie, biblioteki, a nawet teatr. Każda rodzina w odróżnieniu od falansteru miała tutaj jednak własne mieszkanie. Familister od założenia w 1859 działał do 1939. W szczytowym okresie jego istnienia mieszkało tam 400 rodzin.